# Jou-sous-Monjou

Jou-sous-Monjou este o comună în departamentul Cantal, Franța. În 1 ianuarie 2022 avea o populație de 107 de locuitori.